# Ansgar Fighting League
Ansgar Fighting League (AFL) es una empresa de artes marciales mixtas con sede en España.

## Campeones actuales
|  | División          | Peso           | Campeón          |
|  | ----------------- | -------------- | ---------------- |
|  | Peso semipesado   | 93 kg (205 lb) | Enoc Solves      |
|  | Peso medio        | 84 kg (185 lb) | Paul Marconnie   |
|  | Peso wélter       | 77 kg (169 lb) | Juanma Suárez    |
|  | Peso super ligero | 74 kg (163 lb) | Shido Boris Soto |
|  | Peso ligero       | 74 kg (163 lb) | David Mora       |
|  | Peso pluma        | 66 kg (145 lb) | Daniel Requeijo  |
|  | Peso gallo        | 61 kg (134 lb) | Vacante          |
|  | Peso mosca        | 57 kg (125 lb) | Vacante          |

## Eventos
| #  | Evento             | Fecha                    | Sede                                         | Localización                                | Fuente |
| -- | ------------------ | ------------------------ | -------------------------------------------- | ------------------------------------------- | ------ |
| 20 | AFL 19             | 30 de marzo de 2019      | Centro Insular de Deportes                   | Las Palmas de Gran Canaria, España          |        |
| 19 | AFL 18             | 9 de febrero de 2019     | Complejo Deportivo La Mina                   | Barcelona, España                           |        |
| 18 | AFL 17             | 24 de noviembre de 2018  | Centro Deportivo Juan Carlos Beiro           | Langreo, España                             |        |
| 17 | AFL 16             | 29 de septiembre de 2018 | Plaza de toros de La Flecha                  | Arroyo de la Encomienda, Valladolid, España |        |
| 16 | AFL 15             | 5 de mayo de 2018        | Frontón Municipal Atano III                  | San Sebastián, España                       |        |
| 15 | AFL 14             | 17 de marzo de 2018      | Gran Canaria Arena                           | Las Palmas de Gran Canaria, España          |        |
| 14 | AFL 13             | 14 de octubre de 2017    | Palacio de Deportes Presidente Adolfo Suárez | Gijón, España                               |        |
| 13 | AFL 12             | 3 de junio de 2017       | Pabellón Francisco Calvo                     | Barcelona, España                           |        |
| 12 | AFL 11             | 25 de marzo de 2017      | Centro Insular de Deportes                   | Las Palmas de Gran Canaria, España          |        |
| 11 | AFL 10             | 23 de septiembre de 2016 | Fira Barcelona                               | Barcelona, España                           |        |
| 10 | AFL 9              | 30 de abril de 2016      | Pabellón Sant Andreu                         | Barcelona, España                           |        |
| 9  | AFL 8              | 23 de abril de 2016      | Pabellón Rita Hernández                      | Telde, España                               |        |
| 8  | AFL 7              | 23 de enero de 2016      | Complejo Deportivo Hospitalet Norte          | Barcelona, España                           | [ 2 ]  |
| 7  | AFL 6              | 12 de diciembre de 2015  | Pabellón Juan Beltrán                        | Las Palmas de Gran Canaria, España          | [ 3 ]  |
| 6  | AFL 5              | 3 de octubre de 2015     | Pabellón Francisco Calvo                     | Barcelona, España                           | [ 4 ]  |
| 5  | AFL 4              | 14 de marzo de 2015      | Pabellón Rita Hernández                      | Telde, España                               | [ 5 ]  |
| 4  | AFL 3              | 21 de febrero de 2015    | Pabellón Sant Andreu                         | Barcelona, España                           | [ 6 ]  |
| 3  | AFL 2              | 29 de noviembre de 2014  | Polideportivo Fernando Martín                | Fuenlabrada, España                         | [ 7 ]  |
| 2  | AFL Trial Series 1 | 20 de septiembre de 2014 | Pabellón Sant Andreu                         | Barcelona, España                           | [ 8 ]  |
| 1  | AFL 1              | 10 de mayo de 2014       | Pabellón del Valle de Hebrón                 | Barcelona, España                           | [ 9 ]  |